# Röllfeld

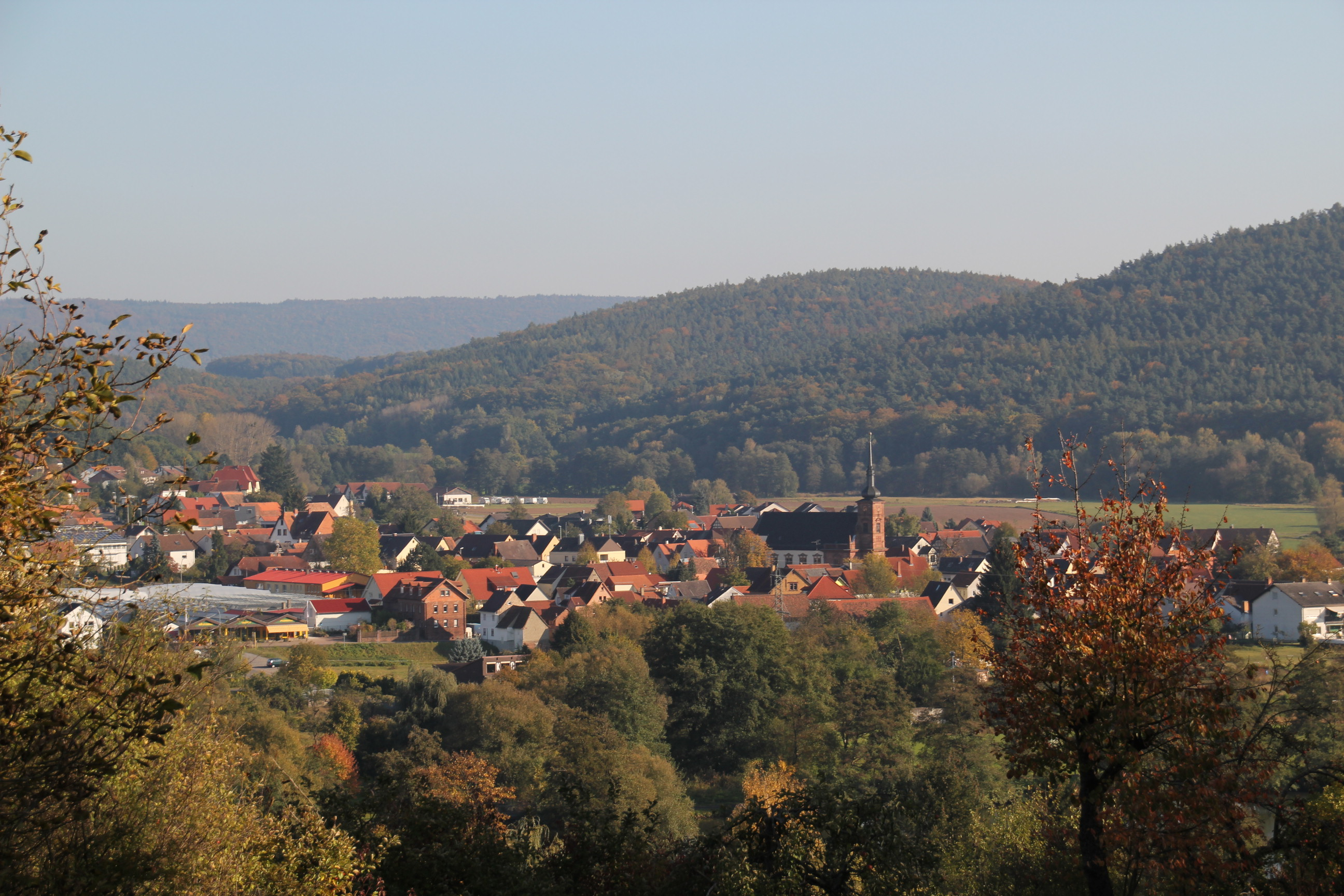

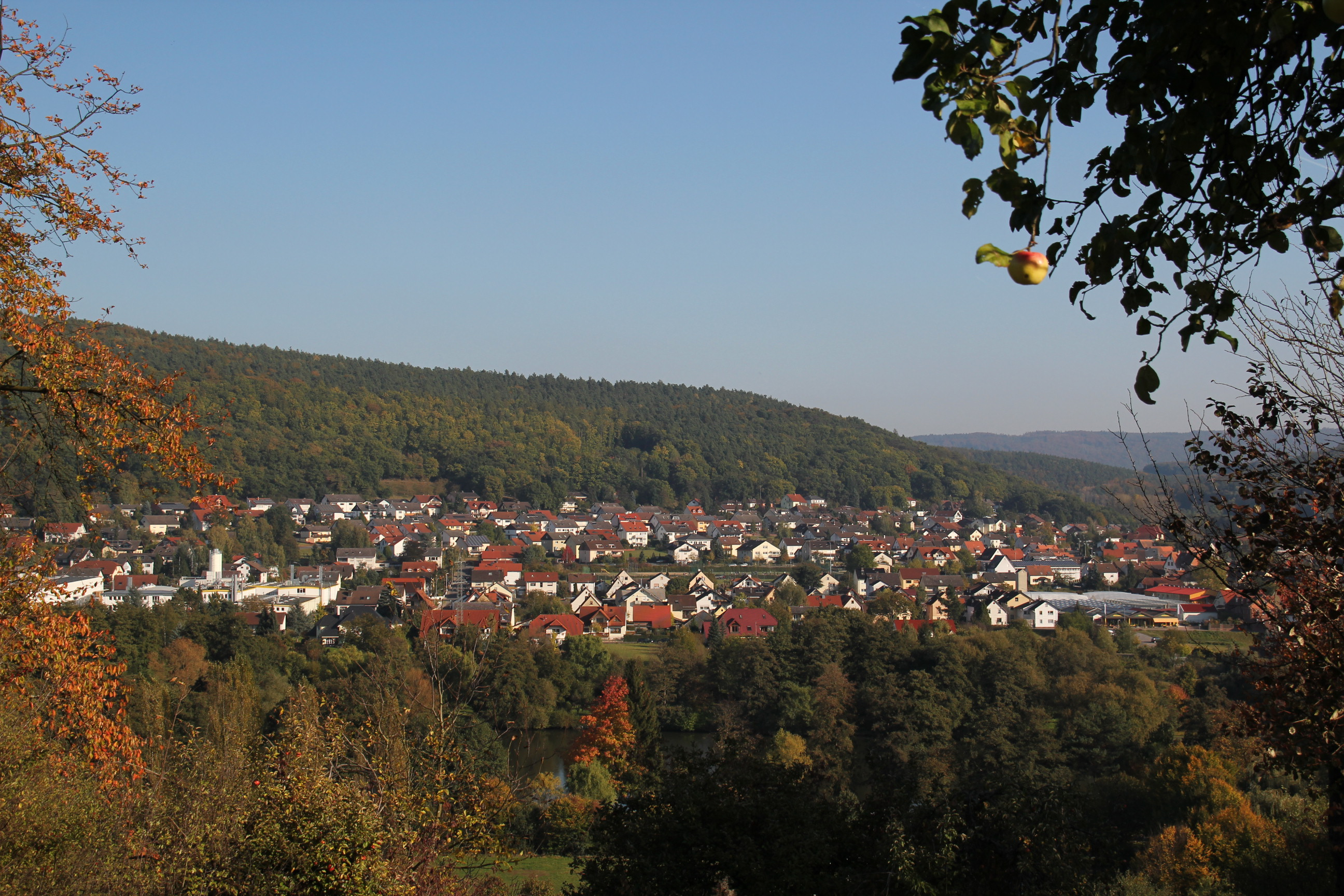

Röllfeld ist ein Stadtteil der Stadt Klingenberg am Main im unterfränkischen Landkreis Miltenberg in Bayern.

## Geographie
Der Stadtteil Röllfeld liegt am Main am Rande des Spessarts auf etwa 229 m ü. NHN an der Staatsstraße 2309 zwischen Klingenberg und Großheubach. In Röllfeld mündet der namensgebende Röllbach in den Main. Röllfeld und Klingenberg sind baulich zusammengewachsen. Die Gemarkungsgrenze verläuft in der Nähe der Hochkreuzkapelle, die aber seit 2005 nicht mehr an dieser Stelle steht. Zur Orientierung kann hier das südliche Ende des Klingenberger Sportplatzes dienen. Seit April 2024 kann dieses Merkmal allerdings auch nur noch bedingt dienen, denn der Fußballplatz ist inzwischen aufgegeben, es entsteht dort über den Sommer ein Einkaufsmarkt und Wohnbebauung.

### Nachbargemarkungen
Folgende Gemarkungen grenzen an das Ortsgebiet von Röllfeld:
|            | Klingenberg am Main                         | Schmachtenberg |
| Trennfurt  | Kompassrose, die auf Nachbargemeinden zeigt | Röllbach       |
| Laudenbach |                                             | Großheubach    |

## Geschichte
Röllfeld wurde in einer Evangelienhandschrift der Abtei Seligenstadt im 10. Jahrhundert als Rochivelt erstmals schriftlich erwähnt. Im 13. Jahrhundert war Röllfeld im Besitz der Herren von Breuberg. Mit deren Aussterben kam der Ort an die Herren von Eppstein und die Grafen von Wertheim.
Im Jahr 1505 war das Dorf im Besitz des Mainzer Kurstaats. Als Teil des Erzstifts fiel Röllfeld im Reichsdeputationshauptschluss 1806 an das neu gebildete Fürstentum Aschaffenburg, das 1814 dem Königreich Bayern zugeschlagen wurde. Im Zuge der Verwaltungsreformen in Bayern entstand mit dem Gemeindeedikt von 1818 die Gemeinde Röllfeld.

Im Jahr 1862 wurde das Bezirksamt Obernburg gebildet, auf dessen Verwaltungsgebiet Röllfeld lag. Wie überall im Deutschen Reich wurde 1939 die Bezeichnung Landkreis eingeführt. Röllfeld war nun eine der 35 Gemeinden im Landkreis Obernburg am Main (Kfz-Kennzeichen OBB). Mit Auflösung des Landkreises Obernburg kam Röllfeld 1972 in den neu gebildeten Landkreis Miltenberg (Kfz-Kennzeichen MIL).
Am 1. Januar 1976 wurde die selbständige Gemeinde Röllfeld nach Klingenberg am Main eingemeindet.

### Grubingen
Auf dem heutigen Ortsgebiet liegt der Friedhof und das ehemalige Ortsgebiet der ca. 1630 wegen einer Pest-Epidemie aufgegebenen Ortschaft Grubingen mit der 1778 abgerissenen Kirche St. Michaelis.

## Baudenkmäler
- Rathaus (Röllfeld)
- Mariä Himmelfahrt (Röllfeld)
- Hochkreuzkapelle (Röllfeld)